# Peggy Crowe
Margaret Ann „Peggy“ Crowe (* 15. Januar 1956 in St. Louis, Missouri; † 9. Februar 2012 in Beaverton, Oregon) war eine US-amerikanische Eisschnellläuferin.
Crowe gehörte von 1976 bis 1979 der US-Nationalmannschaft an. Hauptsächlich trat sie auf Kurzstrecken an, allerdings zum Teil auch auf den Langstrecken. Bei den Eisschnelllauf-Juniorenweltmeisterschaften 1973 in Assen belegte sie den 17. Platz im Mehrkampf, nachdem sie über 500 Meter Rang fünf erreicht hatte. Ein Jahr später in Cortina d’Ampezzo erreichte sie erneut den fünften Platz über 500 Meter und verbesserte sich im Mehrkampf auf den elften Rang. Bei der Eisschnelllauf-Sprintweltmeisterschaft 1975 in Göteborg erreichte Crowe im Mehrkampf Rang 14. Bei den Olympischen Winterspielen 1976 in Innsbruck trat Crowe über 1000 Meter an, wurde allerdings disqualifiziert.

## Persönliche Bestzeiten
| Strecke | Zeit         | Datum           | Ort    |
| ------- | ------------ | --------------- | ------ |
| 0500 m  | 044,10 s     | 31. Januar 1976 | Davos  |
| 1000 m  | 01:30,14 min | 9. Februar 1975 | Inzell |
| 1500 m  | 02:23,33 min | 5. Februar 1975 | Inzell |
| 3000 m  | 05:07,75 min | 2. März 1975    | Inzell |